# Albert Wüst
Albert Wüst (23. listopadu 1840 Mergentheim – 25. února 1901 Halle) byl německý zemědělský inženýr. Od roku 1873 vyučoval jako profesor zemědělských strojů a meliorací na Univerzitě Martina Luthera v Halle-Wittenbergu.

## Život a dílo
Byl synem městského farář, se brzy zajímal o techniku, nejprve navštěvoval polytechniku ve Stuttgartu a poté začal pracovat jako inženýr ve strojírenské továrně. Od roku 1863 pracoval několik let v Anglii v továrně na zemědělské stroje. V roce 1869 nastoupil na vedoucí pozici strojního inženýra v továrně na stroje v Reutlingenu. Díky několika publikacím v zemědělských časopisech se mu otevřela cesta k doktorátu. V roce 1871 získal doktorát na přírodovědecké fakultě univerzity v Bonnu za disertační práci Theorie der Centrifugal-Regulatoren (Teorie odstředivých regulátorů).
V roce 1872 byl Wüst jmenován docentem fyziky a strojírenství na Zemědělské akademii v Bonnu-Poppelsdorfu. V roce 1873 přijal pozvání na univerzitu v Halle (Saale), kde se stal nástupcem Emila Perelse jako profesor zemědělských strojů a meliorací. V roce 1896 musel ze zdravotních důvodů ukončit svou pedagogickou činnost.
Když začal učit na univerzitě v Halle, převzal Wüst také vedení strojní zkušebny při univerzitě, jejíž technickou komisi vedl až do roku 1895. Z jeho vlastních technických konstrukcí si zaslouží zvláštní zmínku vynález klikového dynamometru.
Wüst publikoval velké množství prací. Menší články vycházely ve Fühlings Landwirtschaftliche Zeitung, v Illustrierte Landwirtschaftliche Zeitung, v Deutsche Landwirtschaftliche Presse a v Zeitschrift des Vereins Deutscher Ingenieure. V letech 1875 až 1879 byl Wüst vedoucím redaktorem výročních zpráv "Die Fortschritte im landwirthschaftlichen Maschinenwesen". Mezi jeho nejvýznamnější knižní publikace patří Leicht-fassliche Anleitung zum Feldmessen und Nivellieren (1882), která se dočkala několika vydání, a Landwirtschaftliche Maschinenkunde (1882), která byla určena pro praktické zemědělce. Jeho přehled nejdůležitějších nástrojů a strojů pro obdělávání půdy a pěstování rostlin, publikovaný v roce 1889 v Handbuch der Gesamten Landwirtschaft, je považován za pozoruhodný dobový dokument pro dějiny zemědělství.
Jeho syn Ewald Wüst se stal profesorem geologie v Kielu.

## Nejvýznamnější knihy a spisy
- Theorie der Centrifugal-Regulatoren. Diss. math.-nat. Univ. Bonn 1871. - Als Broschüre bei: Liesching und Comp. Stuttgart 1871.
- Die Fortschritte im landwirthschaftlichen Maschinenwesen. Jahresbericht für landwirthschaftliche Maschinen und Geräthe zu Halle a. d. S. Verfasst im Auftrage des Vorstandes der Prüfungsstation: Jg. 1, 1875, Verlag Baumgärtner Leipzig; Jg. 2, 1876, Verlag Wiegand, Hempel und Parey Berlin; Jg. 3, 1877, ebd.; Jg. 4 1879, ebd.
- Die Mähemaschinen der Neuzeit. Eine Darstellung ihrer Theorie und Construktion. Mit einer Anleitung zur Prüfung von Mähemaschinen bei Concurrenzen. Zum Selbststudium für Landwirthe, Fabrikanten, Ingenieure und zum Gebrauche bei Vorlesungen an landwirthschaftlichen und technischen Lehranstalten. Baumgärtner’s Buchhandlung Leipzig 1875.
- Anleitung zum Gebrauch eines Taschen-Rechenschiebers für Techniker. Mit einem Rechenschieber. Verlag Hofstetter Halle a. S. 1880; 2. Aufl. 1890; 3. Aufl. 1895; 4. Aufl. 1900; 5. Aufl. herausgegeben von Dr. Ewald Wüst 1904.
- Landwirtschaftliche Maschinenkunde. Handbuch für den praktischen Landwirt. Verlag Paul Parey 1882; 2. Aufl. 1889.
- Leichtfassliche Anleitung zum Feldmessen und Nivellieren. Für praktische Landwirte und landwirtschaftliche Lehranstalten. Verlag Paul Parey Berlin 1882; 2. Aufl. 1886; 3. Aufl. 1892; 4. Aufl. 1896; weitere Auflagen bearbeitet von Alwin Nachtweh = Thaer-Bibliothek Bd. 62.
- Die für den Acker- und Pflanzenbau wichtigsten Geräte und Maschinen. In: Handbuch der Gesamten Landwirtschaft. Herausgegeben von Theodor Freiherr von der Goltz. Verlag der H. Laupp’schen Buchhandlung Tübingen, Bd. 2, 1889, S. 655–736.